# Joel Nicolau
Joel Nicolau Beltrán (Llufríu, província de Gerona, 23 de dezembro de 1997) é um ciclista espanhol profissional desde 2019.
Destacou como amador na mesma temporada de 2019, pois ainda que não conseguiu nenhuma vitória na categoria amador, conseguiu vários podiums em provas importantes da Copa da Espanha de Ciclismo (amador). Estes resultados levaram-lhe ao profissionalismo da mão dos conjunto Profissional Continental Caja Rural-Seguros RGA a partir de abril de 2019.

## Palmarés
- - Ainda não tem conseguido nenhuma vitória como profissional.

## Resultados em Grandes Voltas
| Corrida | Corrida         | 2019 | 2020 | 2021 | 2022 | 2023 |
| ------- | --------------- | ---- | ---- | ---- | ---- | ---- |
|         | Giro d'Italia   | —    | —    | —    | —    | —    |
|         | Tour de France  | —    | —    | —    | —    | —    |
|         | Volta a Espanha | —    | —    | —    | —    |      |

—: não participa
Ab.: abandono